# Novorosíisk
Novorosíisk (en ruso: Новороссийск) es una ciudad del suroeste de Rusia y uno de los principales puertos del mar Negro, en el oeste del krai de Krasnodar. Está situado en la desembocadura del río Tsemés, en la orilla occidental de la bahía de Tsemés de la costa nororiental del mar Negro. La ciudad tenía 241 952 habitantes en 2010. Es centro de la unidad municipal "Ciudad de Novorosíisk".
La ciudad forma un anfiteatro de 25 km a lo largo de la bahía, rodeada por las montañas del Cáucaso Norte (al norte la cordillera de Markotj, 558 m en el monte Sájarnaya) y de la cordillera Naváguinski (su punto más alto en el distrito tiene una altura de 447 m, el monte Koldún), que llega al suroeste de Novorosíisk procedente de Anapa. Estas montañas protegen la ciudad de las corrientes de aire frío procedentes del continente. Al sur de la localidad se halla la marisma o lago Soliónoye ("Salado"), separado de las aguas de la bahía por el estrecho cordón litoral de Sudzhuk.
En la localidad se halla una de las principales bases navales rusas de la Flota del Mar Negro.

## Historia

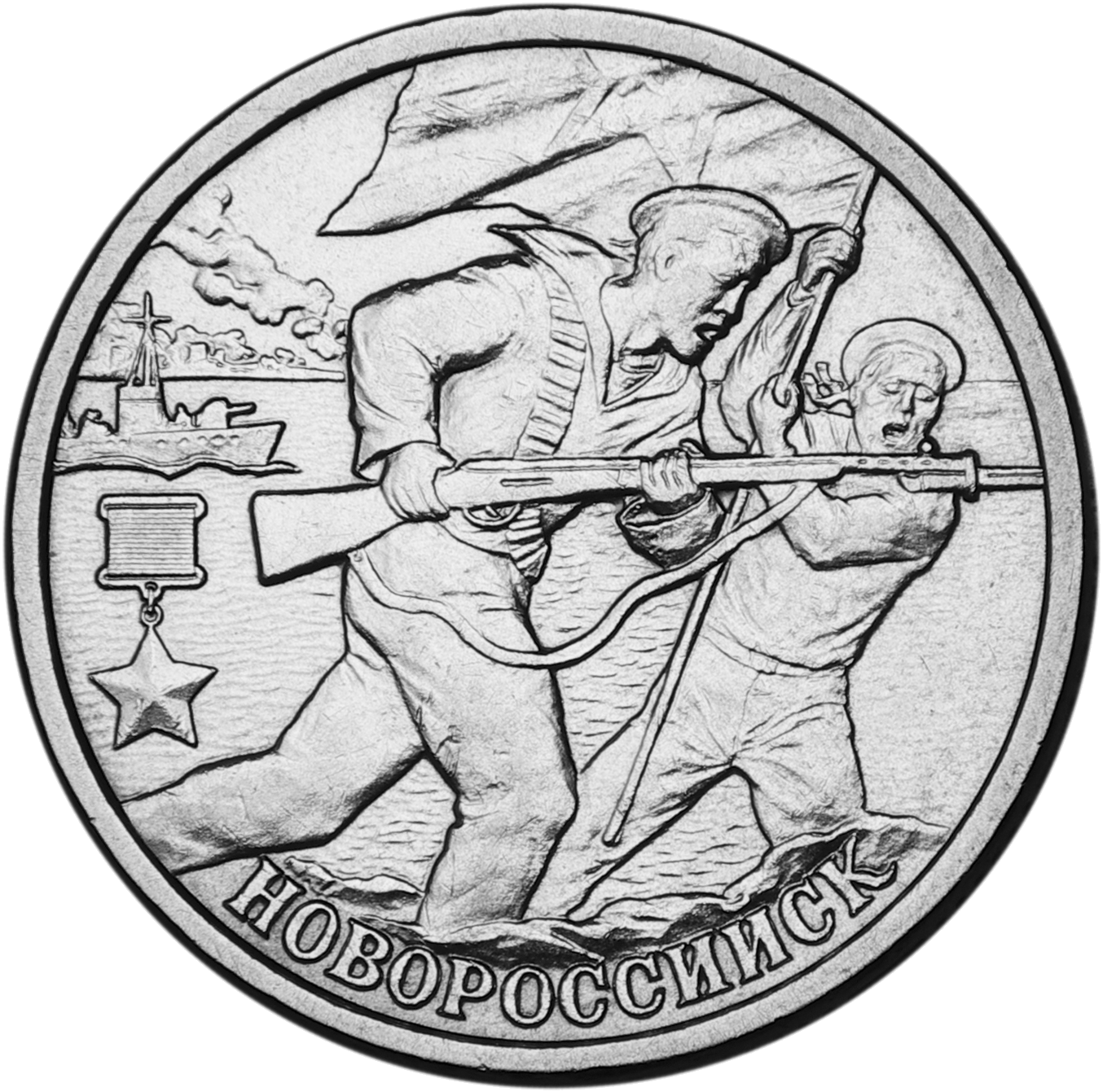
2 rublos conmemorativos, año 2000.

Se considera que los primeros humanos se establecieron en la región de Novorosíisk en época paleolítica. En el emplazamiento actual de esta ciudad, en el siglo V a. C., se edificó la colonia comercial griega de Bata, destruida por los nómadas alanos en el siglo II a. C. En el siglo XIII, la bahía de Tsemés estaba en manos de la Horda de Oro. Los genoveses fundaron la colonia de Bataria en la desembocadura del río Tsemés. Tras la toma de Constantinopla en 1453, el territorio de la península de Tamán pasó al Imperio otomano, hasta el tratado de Adrianópolis, en 1829, por el que la región pasaba al Imperio ruso. 
El 12 de septiembre de 1838, bajo el mando del general Nikolái Rayevski y del almirante Mijaíl Lázarev, colonos y soldados rusos ocuparon las ruinas de la fortaleza turca de Sujuk-Qale, que había dominado la bahía desde 1722 con una guarnición de cuatrocientos jenízaros. En los años 1830, se inició la construcción de la línea defensiva costera del mar Negro bajo el mando del general Rayevski.
El 27 de septiembre de 1866, cuando sólo contaba con 430 habitantes, es designada como centro administrativo del Ókrug de Chernomorie, que ocupaba la costa del mar Negro desde Tamán a Georgia y existió hasta 1896. En 1882 se puso en funcionamiento una fábrica de cemento. Seis años después, en 1888 llegó el primer tren a la ciudad. Junto al elevador y silo de grano se puso en marcha en 1893 la primera central eléctrica de corriente trifásica del mundo. Entre 1896 y 1920 fue centro administrativo de la gubernia de Chernomore.
El 14 de diciembre de 1905, el soviet de los diputados obreros y campesinos de Novorosíisk llama a los ciudadanos a la lucha contra el zarismo y proclama la república de Novorosíisk. El 25 de diciembre un regimiento bajo el mando del general Mijaíl Przewalski, primo de Nikolái Przewalski, llegó a la estación Tonnélnaya de Verjnebakanski, a la vez que anclaba en la bahía el acorazado Tri sviatítelia ("Tres santos"), con la intención de reprimir a la ciudad. El soviet decidió no oponer resistencia a las fuerzas zaristas. En la ciudad se estableció el estado de sitio y se condenó a los diputados populares a trabajos forzados y a la pena de muerte (en siete de los casos). 
Entre el 23 y el 30 de noviembre de 1917, se anula la autoridad del comisariado del Gobierno Provisional, eligiéndose a continuación el Comité ejecutivo central de los soviets de la gubernia de Chernomorie, estableciéndose el poder soviético el 1 de diciembre. Por disposición de Vladímir Lenin se hundió la flota del mar Negro el 18 y 19 de junio de 1918, debido al bloqueo de las tropas alemanas y la inminente toma de la ciudad (el 26 de agosto) por parte de las fuerzas conjuntas de las tropas blancas y los intervencionistas. Desde esa fecha hasta el 27 de marzo de 1920, fue el centro principal del ejército de Denikin. El 12 de marzo de 1920, los blancos iniciaron su evacuación en buques de vapor. El general Denikin abandonó Rusia por el puerto de Novorosíisk en esos días en el torpedero Tsesarévich Gueorgui. Para el 1 de mayo las tropas blancas habían abandonado la ciudad y la ciudad es ocupada por el Ejército Rojo de Obreros y Campesinos.
En abril de 1930, se pone en marcha en Novorosíisk una central eléctrica productora de una potencia de 22 000 kilovatios, y en 1937 se recuperaron los restos de la flota hundida en 1918. En 1940, se acabó con el analfabetismo en la ciudad. Durante la Gran Guerra Patria la mayor parte de la ciudad fue capturada por la Wehrmacht de la Alemania nazi en 1942. Al año siguiente, en la noche del 4 de febrero de 1943, una compañía de 274 hombres bajo el mando de Tsézar Kúnikov desembarcó al sur de la localidad, en el cabo Mysjako, procedente de Gelendzhik, capturando el campo de operaciones Málaya Zemliá y reteniéndola bajo los ataques enemigos hasta la liberación definitiva de la ciudad el 16 de septiembre de 1943 en la operación Novorosíisk-Tamán por el 89.º regimiento de fusileros armenios soviéticos.
El 7 de mayo de 1966 la ciudad fue condecorada con la Orden de la Guerra Patria de 1.ª clase por la firmeza, el valor y el heroísmo, manifestado por los defensores de Novorosíisk durante la Gran Guerra Patria. El 14 de septiembre de 1973 en la conmemoración de los treinta años de la derrota del ejército alemán en la defensa del Cáucaso Norte se le otorgó a Novorosíisk el título honorífico de Ciudad Heroica, la Orden de Lenin y la Estrella de Oro.

### Heráldica

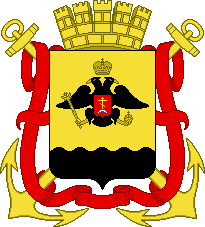
Escudo de 1914.
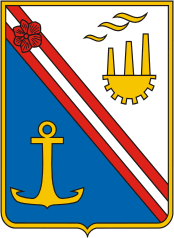
Escudo de 1968.
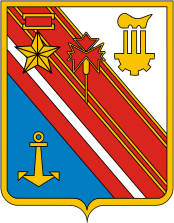
Escudo de 1974.
Escudo de 2006.

## Demografía

### Evolución demográfica
| 1897   | 1959   | 1970    | 1979    | 1989    | 2002    | 2010    |
| ------ | ------ | ------- | ------- | ------- | ------- | ------- |
| 16 897 | 93 461 | 132 744 | 159 135 | 185 938 | 232 079 | 241 952 |

### Nacionalidades
De los 232 079 habitantes que tenía en 2002, el 87.0 % era de etnia rusa, el 3.7 % era de etnia armenia, el 3.6 % era de etnia ucraniana y el 1.1 % eran de etnia tártara, entre otras.

## División administrativa
La ciudad se divide en cinco distritos urbanos:
- Distrito Vostochni (Oriental):[8]   Tenía 39 940 habitantes en 2010.[9] Fue establecido el 23 de marzo de 1977 como distrito Léninski[10] y rebautizado con el nombre actual en la década de 1990. En él, situado en la orilla izquierda del río Tsemés y la costa norte de la bahía, se hallan la estación de ferrocarril y el puerto de mercancías.
- Distrito Novorosíiski:[11] Tenía 47 602 habitantes en 2010. Fue establecido en 2005 y engloba los ókrugs rurales del sudoeste y el oeste del distrito municipal (Abráu Diursó, Verjnebakanski, Gaidukski, Mysjakski, Natujayevski y Rayevski).[12]
- Distrito Primorski (Marítima):[13] Tenía 70 369 habitantes en 2010. Fue establecido el 23 de marzo de 1977. En 1982 se le agregaron los ókrugs rurales Natujáyevski, Mysjakski y Rayevski, que se agregarían al distrito de Novorosíisk en 2005. Engloba las siguientes localidades: Borísovka, Vasílievka, Vladímirovka, Glébovskoye, Kirílovka, Úbyj y Yúzhnaya Ozeréyevka.
- Distrito Tsentralni (Central):[14] Tenía 74 842 habitantes en 2010. Fue establecido el 23 de marzo de 1977 como distrito Oktiabrski y rebautizado con el nombre actual en la década de 1990. El 18 de julio de 2004 del distrito Tsentralni se creó el distrito Yuzhni.
- Distrito Yuzhni (Meridional):[15] 65 500 habitantes en 2010. Fue establecido el 18 de julio de 2004 de parte del distrito Tsentralni.

## Clima
Entre noviembre y marzo se dan fuertes vientos catabáticos del tipo bora que alcanzan los 30-70 m/s.
| Parámetros climáticos promedio de Novorosíisk (1936-1987) | Parámetros climáticos promedio de Novorosíisk (1936-1987) | Parámetros climáticos promedio de Novorosíisk (1936-1987) | Parámetros climáticos promedio de Novorosíisk (1936-1987) | Parámetros climáticos promedio de Novorosíisk (1936-1987) | Parámetros climáticos promedio de Novorosíisk (1936-1987) | Parámetros climáticos promedio de Novorosíisk (1936-1987) | Parámetros climáticos promedio de Novorosíisk (1936-1987) | Parámetros climáticos promedio de Novorosíisk (1936-1987) | Parámetros climáticos promedio de Novorosíisk (1936-1987) | Parámetros climáticos promedio de Novorosíisk (1936-1987) | Parámetros climáticos promedio de Novorosíisk (1936-1987) | Parámetros climáticos promedio de Novorosíisk (1936-1987) | Parámetros climáticos promedio de Novorosíisk (1936-1987) |
| Mes                                                       | Ene.                                                      | Feb.                                                      | Mar.                                                      | Abr.                                                      | May.                                                      | Jun.                                                      | Jul.                                                      | Ago.                                                      | Sep.                                                      | Oct.                                                      | Nov.                                                      | Dic.                                                      | Anual                                                     |
| --------------------------------------------------------- | --------------------------------------------------------- | --------------------------------------------------------- | --------------------------------------------------------- | --------------------------------------------------------- | --------------------------------------------------------- | --------------------------------------------------------- | --------------------------------------------------------- | --------------------------------------------------------- | --------------------------------------------------------- | --------------------------------------------------------- | --------------------------------------------------------- | --------------------------------------------------------- | --------------------------------------------------------- |
| Temp. máx. abs. (°C)                                      | 22.8                                                      | 21.0                                                      | 25.0                                                      | 28.0                                                      | 31.8                                                      | 38.0                                                      | 39.0                                                      | 36.1                                                      | 34.0                                                      | 30.0                                                      | 28.0                                                      | 25.0                                                      | 39.0                                                      |
| Temp. máx. media (°C)                                     | 6.1                                                       | 6.5                                                       | 9.7                                                       | 15.0                                                      | 19.6                                                      | 24.1                                                      | 27.6                                                      | 27.7                                                      | 23.1                                                      | 17.2                                                      | 12.7                                                      | 8.8                                                       | 16.5                                                      |
| Temp. media (°C)                                          | 2.9                                                       | 3.6                                                       | 6.3                                                       | 11.5                                                      | 16.2                                                      | 20.5                                                      | 23.8                                                      | 23.5                                                      | 18.9                                                      | 13.4                                                      | 9.4                                                       | 5.9                                                       | 13.0                                                      |
| Temp. mín. media (°C)                                     | -0.2                                                      | 0.5                                                       | 3.1                                                       | 8.2                                                       | 12.9                                                      | 16.9                                                      | 20.0                                                      | 19.7                                                      | 15.1                                                      | 9.8                                                       | 6.2                                                       | 2.8                                                       | 9.5                                                       |
| Temp. mín. abs. (°C)                                      | -18.0                                                     | -17.0                                                     | -12.2                                                     | -5.0                                                      | -1.1                                                      | 2.0                                                       | 8.0                                                       | 10.0                                                      | 4.7                                                       | -2.0                                                      | -6.1                                                      | -13.0                                                     | -18.0                                                     |
| Precipitación total (mm)                                  | 125.6                                                     | 76.6                                                      | 104.7                                                     | 58.6                                                      | 41.5                                                      | 49.9                                                      | 38.5                                                      | 50.9                                                      | 35.9                                                      | 61.0                                                      | 61.4                                                      | 156.2                                                     | 860.2                                                     |
| Días de precipitaciones (≥ 1 mm)                          | 8.6                                                       | 6.9                                                       | 6.8                                                       | 6.3                                                       | 5.3                                                       | 5.0                                                       | 3.6                                                       | 3.2                                                       | 3.6                                                       | 5.0                                                       | 6.1                                                       | 9.4                                                       | 69.8                                                      |
| Fuente: climatebase.ru                                    |                                                           |                                                           |                                                           |                                                           |                                                           |                                                           |                                                           |                                                           |                                                           |                                                           |                                                           |                                                           |                                                           |

## Economía  y transporte

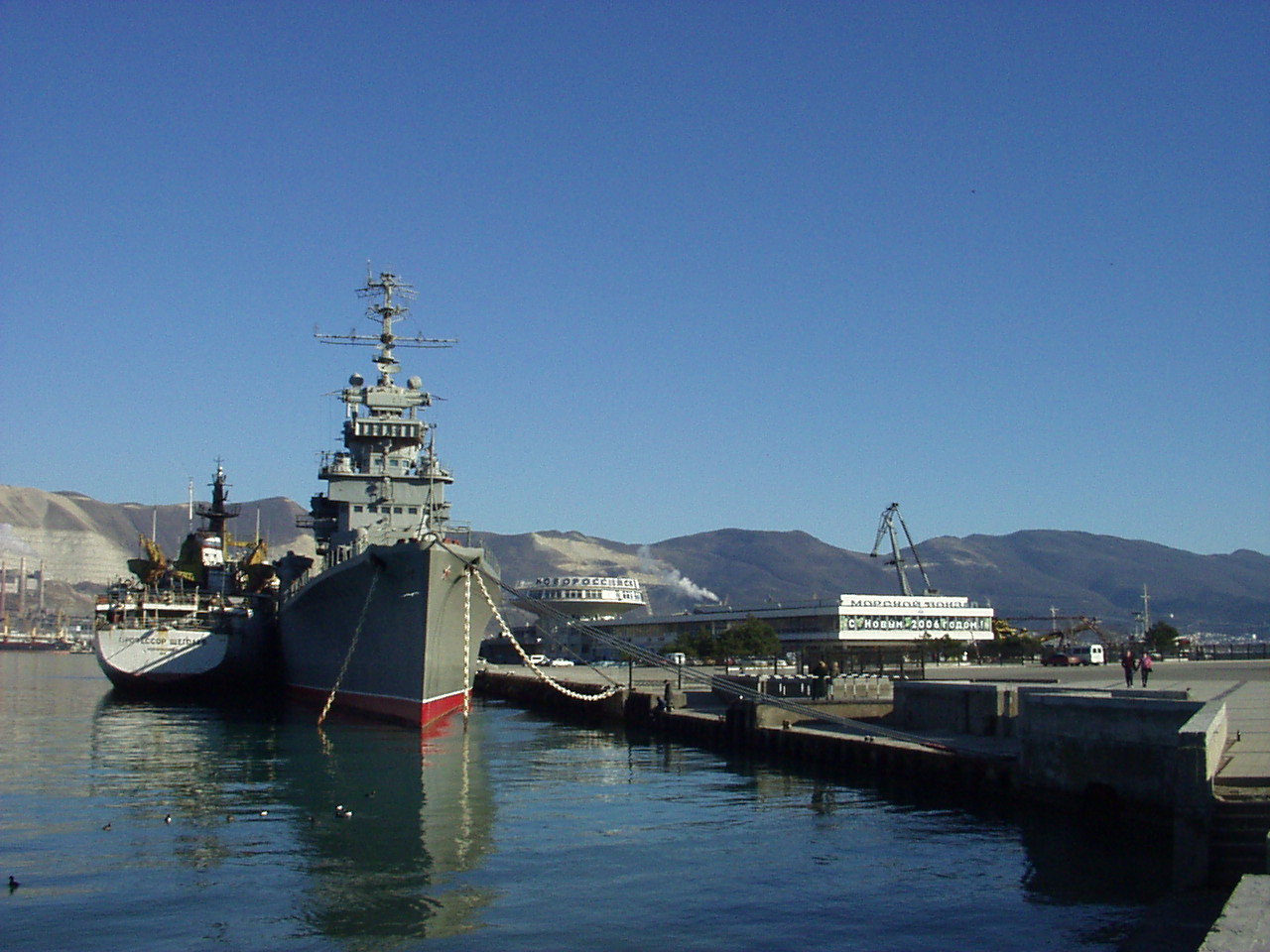
Puerto de Novorossíisk

El desarrollo industrial de Novorosíisk comienza en 1882 con la construcción de una fábrica de cemento. El puerto fue construido en 1888 para la exportación de trigo.
Tras la disolución de la URSS, Rusia solamente conserva cuatro de los diecisiete puertos soviéticos del mar Negro. Novorosíisk es el único puerto generalista en agua profunda sobre la costa rusa del mar Negro. Privatizado en 1992, ha sido modernizado y desarrollado. En 2005, con un tráfico de 70,8 millones de toneladas, Novorossíisk fue el 46.º puerto mundial y el primero de Rusia. Es un puerto importante para la exportación de petróleo crudo (30 millones de toneladas por año), pero el tráfico de contenedores sufre la congestión de las instalaciones.
La región de Novorosíisk es una de las principales regiones vitivinícolas de Rusia. Los viñedos de Abráu-Diursó producen vino de mesa de calidad y un famoso vino espumoso.
La localidad es terminal del ferrocarril Novorosíisk-Krymsk, desde donde se llega a Krasnodar, Port Kavkaz o Rostov, entre otras destinaciones. Las carreteras federales M4 Don Moscú-Novorosíisk (parte hacia el sureste), M25 Novorosíisk-Port Kavkaz y A146 Novorosíisk-Krasnodar (parten hacia el noroeste) tienen uno de sus extremos en el centro de la ciudad.
Los aeropuertos más cercanos se hallan en Anapa y en Gelendzhik.
A nivel urbano es servida por una red de trolebuses (inaugurada en 1969) y una red de autobuses (inaugurada en 1920).

## Educación
En la localidad se hallan las siguientes instituciones de educación superior: la Academia Naval Estatal Almirante F. F. Ushakov, una filial de la Universidad Estatal Adigué, una filial de la Academia de Marketing y Técnicas Sociales-Informativas, una filial de la Universidad de Lingüística de Armavir, una filial del Instituto Pedagógico de Armavir, una filial de la Universidad Técnica Estatal V. G. Shújov de Belgorod, filial del Instituto Panruso de Finanzas y Economía(VZDEI), una filial de la Universidad Estatal del Kubán, una filial de la Universidad Jurídica de Krasnodar del Ministerio del Interior de Rusia, una filial de la Academia Internacional de Marketing, publicidad y periodismo, una filial del Instituto de Humanidades y Economía de Moscú, una filial de la Universidad de Humanidades de Moscú, una filial de la Universidad de Lingüística de Piatigorsk, una filial del Instituto Pedagógico Estatal de Slaviansk-na-Kubani, una filial de la Academia de Humanidades Contemporáneas y una representación de la Universidad Estatal de Economía y Servicios del Sur de Rusia.

## Deportes
La ciudad es sede del club de fútbol FC Chernomórets Novorosíisk, que hace de local en el Estadio Central de Novorosíisk y juega sus partidos en la  Primera División de Rusia que es la segunda categoría del fútbol profesional en Rusia, precedida de la Liga Premier de Rusia y seguida de la Segunda División de Rusia.

## Ciudades hermanadas
En la actualidad se encuentra hermanada con las siguientes ciudades:
- Gijón (España)[17]
- Constanţa (Rumania)
- Gainesville (Estados Unidos)
- Livorno (Italia)
- Omsk (Rusia)
- Plymouth (Reino Unido)
- Pula (Croacia)
- Samsun (Turquía)
- Valparaíso (Chile)
- Varna (Bulgaria)